# Furio Camillo (metropolitana di Roma)
Furio Camillo è una stazione della linea A della metropolitana di Roma.

## Storia
La stazione di Furio Camillo fu costruita come parte della prima tratta (da Anagnina a Ottaviano) della linea A della metropolitana, entrata in servizio il 16 febbraio 1980.

## Struttura e impianti
La stazione di Furio Camillo è una stazione sotterranea a due binari, che in tale tratto corrono in due distinte gallerie, serviti da due banchine centrali. Il piano binari, scavato a foro cieco, è collegato al mezzanino superficiale, scavato a cielo aperto, attraverso rampe di scale e scale mobili.
Dista 974 metri dalla stazione precedente, Colli Albani, e 449 metri da quella successiva, Ponte Lungo.

## Servizi
La stazione dispone di:
- Biglietteria automatica

## Interscambi
- Fermata autobus ATAC
- Stazione taxi (piazza dell'Alberone)